# Túnel de Rossio
El túnel de Rossio es una infraestructura ferroviaria, que permite el acceso de las composiciones a la Estación del Rossio, en el centro de Lisboa, en Portugal, a partir de la estación de Campolide, formando parte del segmento inicial de la Línea de Sintra.

## Características
El túnel tiene vía doble con 2613 m de longitud (el mismo longitud del Puente 25 de abril) y con un perfil abovedado de 8 m de anchura por 6 m de altura hasta el cierre de la bóveda. El túnel tiene un descenso de aproximadamente un 1%, descendiendo 24,26 m desde la boca del túnel en Campolide.
Este túnel es la única forma de establecer una conexión ferroviaria a la Baixa Lisboa, desde la periferia de la ciudad, visto que permite evitar las edificaciones urbanas que el mismo atraviesa. La distancia en la vertical entre la cúpula de la bóveda del túnel y, la superficie no es toda igual.
- Avenida Calouste Gulbenkien - 11m
- Calle Marqués de la Frontera - 62,5m
- Avenida Ingeniero Duarte Pacheco (Túnel del Marqués) - 57,1m
- Calle Braancamp - 26,5m
- Línea Amarilla (metropolitano) - 3m
- Calçada de la Glória - 2m

## Historia

### Antecedentes
Desde mediados del siglo XIX que se planeaba la construcción de una conexión ferroviaria, que uniese Lisboa a la frontera con España; el primer tramo del Ferrocarril del Este, entre Lisboa y Carregado, fue inaugurada el 28 de septiembre de 1856, habiendo llegado la línea hasta la frontera, en Badajoz, el 24 de septiembre de 1863. El 31 de enero de 1882, la Compañía Real de los Caminhos de Ferro Portugueses presentó, en el Parlamento, un proyecto para otra conexión ferroviaria, entre Alcântara, en Lisboa, y Figueira da Foz, con ramales a Alfarelos, en la Línea del Norte, y a Sintra; el tramo hasta Cacém y el ramal hasta Sintra abrieron a la circulación el 2 de abril de 1887, y la línea entre Cacém y Torres Vedras fue inaugurada el 21 de mayo del mismo año. La Compañía Real procuró, entonces, construir una línea que uniese el Ferrocarril del Este y la Línea del Oeste; un albarán, publicado el 23 de julio del año siguiente, autorizó que, en este ramal, fuesen construidos dos ramales, que unirían a la futura Estación Central de Lisboa (futura Estación de Rossio), a ser edificada en el Terrero del Duque. La línea entre Benfica, en la Línea del Oeste, y Santa Apolónia, en la Línea del Este, entró en servicio el 20 de  mayo de 1888.

### Construcción e inauguración
Los estudios geológicos para el túnel fueron efectuados por el profesor Paul Choffat, y, en el mes de abril de 1889, el túnel ya se encontraba completamente perforado, y la Estación Central ya estaba construida; la primera composición atravesó el túnel en mayo de 1889.
La ceremonia de inauguración tuvo lugar en mayo de 1891, y, en junio siguiente, este tramo entró en servicio.

### SigloXX
En el presupuesto de la Compañía Real de los Caminhos de Ferro Portugueses para 1902, se encontraban incluidas obras de instalación de iluminación eléctrica en el interior del túnel; previéndose que la energía eléctrica fuese fortalecida por los generadores de la Estación de Rossio, que tendrían que ser, probablemente, aumentados para poder asegurar este servicio. Se calculaba, igualmente, que este fuese el primer paso para la implementación de más equipamientos eléctricos en esta plataforma, como los aparejos de mudanza de vía, grúas, elevadores, y transportadores de equipajes. El túnel en si debería ser adaptado a la tracción eléctrica, probablemente a través de la instalación de una tercera vía electrificada; esto permitiría sustituir las locomotoras a vapor, cuyas emisiones contaminantes incomodaban a los pasajeros en las plataformas y en el interior de los vagones.

### Remodelación
El túnel estuvo cerrado al tráfico entre el 22 de octubre de 2004 y el 15 de febrero de 2008, para obras de rehabilitación.
Durante las obras de rehabilitación y mejorqa realizadas entre 2005 y 2007 (período durante el cual el túnel estuvo cerrado al tráfico y la estación de Rossio desactivada), hubo necesidad de proceder a una intervención en las paredes del túnel, con un nuevo revestimiento estructural en hormigón armado en los tramos críticos. El túnel fue dotado en todo su longitud de una plataforma de vía en hormigón con carriles insertados, permitiendo, si fuese necesario, el fácil acceso de vehículos de servicio o de socorro. En consecuencia de estas mismas obras, el Elevador de la Glória estuvo parado entre abril de 2006 y febrero de 2007, pues se temía el peligro de derrumbe en los terrenos entre la Calzada de la Glória y la Calle de Artillería 1.
El túnel fue también dotado de un pozo de escapatoria para la superficie sensiblemente a mitad del recorrido, junto al cruce con la Calle Alexandre Herculano.